# Безделник
„Безделник“ (на италиански: Accattone) е италиански драматичен филм от 1961 година, дебют на режисьора Пиер Паоло Пазолини, заснет по негов сценарий в съавторство със Серджо Чити. Главните роли се изпълняват от Франко Чити, Франка Пазут, Силвана Корсини.

## Сюжет
В центъра на сюжета е млад сводник, чиято единствена проститутка е арестувана и той трябва да търси други начини да преживява. Сценарият е оригинален, но има големи сходства с романите на Пазолини „Момчета на живота“ и „Жесток живот“.

## В ролите
| Изпълнител      | Роля              |
| --------------- | ----------------- |
| Франко Чити     | Виторио „Акатоне“ |
| Франка Пазут    | Стела             |
| Силвана Корсини | Мадалена          |
| Паола Гуиди     | Аскенза           |
| Адриана Асти    | Аморе             |

## Награди и Номинации
За ролята си в „Безделник“ Франко Чити е номиниран за наградата на БАФТА за чуждестранен актьор.